# Дихогамија
Дихогамија означава временско раздвајање експресије пола код хермафродитних организама. Присутна је код појединих врста скривеносеменица, риба и пужева. Дихогамијом се спречава самооплодња (аутогамија), нарочито код биљака.
У зависности од прве испољене сексуалне функције, дихогамија може бити:
- протандрија, организам прво испољава функције мушког пола;
- протогинија, организам прво испољава функције женског пола.